# Gráfico de barras

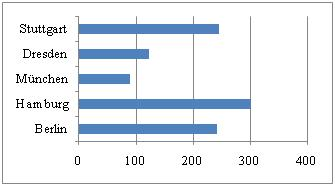
Gráfico de barras.

Gráfico de colunas.

O gráfico de barras é um gráfico com barras retangulares e comprimento proporcional aos valores que ele apresenta. As barras podem ser desenhadas na vertical ou na horizontal.
Este tipo de representação utiliza barras horizontais para ilustrar comparações (quando utiliza-se retângulos verticais é conhecido como gráfico de colunas). Um eixo do gráfico mostra especificamente o que está sendo comparado enquanto o outro eixo representa valores discretos. Alguns gráficos de barra apresentam barras agrupadas em grupos (gráficos de barras agrupadas)  e outros mostram as barras divididas em sub-partes para mostrar efeito acumulativo (gráficos de barras empilhadas).

## Construção
Um gráfico de barras simples para um conjunto de dados pode ser construído utilizando os seguintes passos básicos:
1. Determine um intervalo discreto;
2. Examine seus dados para encontrar a barra com maior valor. Isto irá ajuda-lo a determinar a extensão do eixo vertical e o tamanho de cada incremento;
3. Categorize o eixo vertical;
4. Determine o número de barras;
5. Examine seus dados para encontrar quantas barras seu gráfico irá conter. Ele pode ser único, agrupado ou empilhado;
6. Use essa quantidade para desenhar e rotular o eixo horizontal;
7. Determine a ordem das barras. As barras podem ser organizadas em qualquer ordem (um gráfico de barras organizado da maior para a menor incidência é chamado de gráfico de Pareto). Normalmente, barras que mostram frequência são organizadas em ordem cronológica de sequência;
8. Desenhe as barras.

Se você estiver desenhando um gráfico de barras agrupado, lembre-se de apresentar as informações na mesma ordem em cada agrupamento. Se você estiver desenhando um gráfico de barras empilhadas, disponha a informação em cada barra na mesma sequência. Os gráficos de barras fornecem uma apresentação visual dos dados rotulados. Dados rotulados, são um agrupamento de dados em grupos distintos, como meses do ano, idade de um grupo, tamanho de sapatos e animais. 
Gráfico de barras também são usados para comparações mais complexas de dados com gráficos de barra agrupados e empilhados. Em gráficos de barra agrupados, para cada grupo rotulado existem duas ou mais barras. Essas barras são coloridas para representar um grupo em especial. Por exemplo, o dono de um negócio que possui duas lojas pode querer criar um gráfico com barras coloridas para representar cada loja: o eixo horizontal pode mostrar os meses do ano e o vertical a receita. De forma alternativa, um gráfico de barras empilhado poderia ser usado. O gráfico de barras empilhado empilha barras que representam grupos distintos. A largura da barra indica a combinação resultante dos grupos. No entanto, os gráficos de barras empilhada não são adequados para os conjuntos de dados em que alguns grupos possuem valores negativos. Nesse caso o gráfico de barras agrupadas é mais recomendado.
O primeiro gráfico de barras surgiu em 1786 no livro The Commercial and Political Atlas, do autor William Playfair (1759-1823). Playfair foi pioneiro no uso de gráficos e escreveu extensivamente sobre eles.